# 帯解黄金塚古墳
帯解黄金塚古墳（おびとけこがねづかこふん）は、奈良県奈良市田中町にある古墳。形状は方墳。
実際の被葬者は明らかでないが、宮内庁により「黄金塚陵墓参考地」（被葬候補者：第40代天武天皇皇子崇道尽敬皇帝舎人親王）として陵墓参考地に治定されている。

## 概要
奈良盆地東部、大和高原西麓の菩提仙川北側に築造された古墳である。1890年（明治23年）に石室が発見され、1951年（昭和26年）以降に調査が実施されている。
墳形は方形で、一辺約30メートルを測る（墳丘裾検出を踏まえた2011年度報告値、現地表上27メートル）。墳丘は2段築成。墳丘裾周囲には石列・石敷が巡らされており、その外側の東・西・北にはコ字状の外堤が構築され、外堤を含めた古墳全体としては東西約120メートル・南北約65メートルにおよぶ。また東外堤上には石棺（田中古墳）が認められる。埋葬施設は磚積式の横穴式石室で、南方向に開口する。石室全長12.47メートル（推定復元約13-16メートル）を測る大型石室で、玄室・前室・墓室状区画・羨道からなる複室構造の石室である。石材にはレンガ状の流紋岩質溶結凝灰岩（榛原石）が使用され、奈良盆地北部では唯一の例になる。石室内の副葬品は詳らかでないが、墳丘周囲の石敷から須恵器が検出されている。
築造時期は、古墳時代終末期の7世紀中葉（飛鳥I-II段階）頃と推定される。類例のない内部構造・外装施設を備える点で特異な古墳であり、特に墳丘裾の石敷は飛鳥時代の宮殿跡・寺院跡の遺構と似る点で注目される。実際の被葬者は明らかでないが、かつて第20代天武天皇皇子の舎人親王（天平7年（735年）死去）の墓とする伝承があり、現在では宮内庁により陵墓参考地に治定されている。

## 遺跡歴
- 1890年（明治23年）、墳丘開墾の際に石室の発見[1]。
- 1890年（明治23年）、宮内省（当時）により御陵墓伝説地（現在は陵墓参考地）に治定[1]。
- 1951年（昭和26年）、墳丘・石室実測調査（日本考古学協会、報告なし）[1]。
- 1958年（昭和33年）、墳丘・石室実測調査（宮内庁書陵部、報告なし）[1]。
- 2004年度（平成16年度）、市道拡幅計画に伴う範囲確認調査（宮内庁書陵部、2006年に報告）[3]。
- 2005-2006年度（平成17-18年度）、墳丘・石室実測調査（宮内庁書陵部、2008年に報告）[2]。
- 2007年度（平成19年度）、水道管敷設工事に伴う調査・墳丘周辺測量調査：市第1次（奈良市教育委員会、2011年に報告）[1]。
- 2008年度（平成20年度）、範囲確認調査：市第2次（奈良市教育委員会、2011年に報告）[1]。

## 埋葬施設
埋葬施設としては磚積式の横穴式石室が構築されており、南方向に開口する。玄室・前室・墓室状区画・羨道から構成される複室構造の石室である。石室の規模は次の通り。
- 石室全長：現存12.47メートル（推定復元約13-16メートル）
- 玄室：長さ3.31メートル、幅2.95メートル
- 前室：長さ2.9-2.95メートル、幅1.87-1.9メートル
- 墓室状区画：長さ2.88-2.89メートル、幅1.59-1.6メートル
- 羨道：現存2.3メートル

石室の石材はレンガ状の流紋岩質溶結凝灰岩（榛原石）で、全面に漆喰が塗布される。